# Nižnie Sergi
Nižnie Sergi è una città della Russia estremo orientale (Oblast' di Sverdlovsk), situata sul fiume Serga (affluente dell'Ufa), 120 km a sud-ovest del capoluogo Ekaterinburg; è il capoluogo amministrativo del Nižneserginskij rajon.

## Società

### Evoluzione demografica
Fonte: mojgorod.ru
- 1959: 14.200
- 1979: 15.500
- 1989: 14.900
- 2007: 11.800